# Stare Kozłowice
Stare Kozłowice – wieś w Polsce położona w województwie mazowieckim, w powiecie żyrardowskim, w gminie Wiskitki. Ma status sołectwa. Przez wieś przechodzi droga krajowa nr 50 Sochaczew-Żyrardów.
12 września 1939 r. żołnierze Wehrmachtu z 2. Dywizji Lekkiej rozstrzelali tutaj pięciu polskich jeńców.
W latach 1975–1998 miejscowość administracyjnie należała do województwa skierniewickiego.